# Cultura organizacional
La cultura organizacional, cultura institucional, cultura administrativa, cultura corporativa, cultura empresarial, o cultura de negocios, para designar un determinado concepto de cultura (el que la entiende como el conjunto de experiencias, hábitos, costumbres, creencias, y valores, que caracteriza a un grupo humano) aplicado al ámbito restringido de una organización, institución, administración, corporación, empresa, o negocio (cuando habitualmente el concepto "cultura" se aplica al ámbito extenso de una sociedad o una civilización).
Es la psicología de la empresa. Es el conjunto de actitudes, experiencias, creencias y valores que cada uno de los recursos humanos imprime en la empresa.
Podemos encontrar referencias culturales en toda una diversidad de manifestaciones tales como el folklore, el idioma o la comida. Así desde esta perspectiva, la cultura ha sido normalmente abordada desde campos como la antropología o la sociología. Sin embargo, más recientemente, a partir de la década de los 70, otras disciplinas y áreas del conocimiento empezaron a interesarse por ésta, ampliando su campo de aplicación a otros aspectos sociales y económicos asociados a valores y creencias específicas que influirían en nuestro comportamiento y diferencian a personas de distintas procedencias y territorios, especialmente en el campo de las organizaciones.
Estos elementos simbólicos se manifiestan en todos los niveles y departamentos de la organización, desde las relaciones personales y sociales hasta las normas de contabilización. Mediante los elementos simbólicos de la cultura, la organización y sus miembros establecen procesos de identidad y exclusión.
Los "supuestos implícitos y explícitos que los miembros tienen respecto de cuál es el comportamiento legitimo dentro de la organización", permiten hallar diversos grupos de trabajo dentro de la organización que manifiestan su propia cultura (subcultura) que traduce en uso de jergas, maneras de interactuar, tipo de procedimientos que se pueden omitir (hacer la vista gorda), etc. Dichas subculturas afectan, hasta cierto punto, a todo el sistema y pueden competir por imponerse a otras como parte de los juegos de poder tradicionales que se manifiestan al interior de las organizaciones.
La cultura organizacional tiene varios efectos sobre el comportamiento de sus miembros. En primer lugar, en los procesos de atracción y selección, lo que perpetua aún más la cultura existente. También tendrá efectos sobre los procesos de retención y rotación voluntaria, de manera que en la medida que haya una mayor correspondencia entre los valores de los trabajadores y la cultura organizacional, mayor será el compromiso del trabajador hacia la organización, y menor la tasa de rotación o abandono voluntario. Los estilos de liderazgo y toma de decisiones se verán también afectados por contingencias culturales así como las conductas emprendedoras.
La cultura de una empresa no es permanente, ni rígida, sino que va cambiando constantemente. Si no hay cambios y es rígida, le costará adaptarse al medio externo (mercado).
La Formación de la cultura organizacional depende inicialmente de los fundadores, al contratar empleados que piensan y sienten como ellos, al adoctrinar y sociabilizar su corma de pensar a los empleados y al definir un modelo de comportamiento con el ejemplo

## Modelos teóricos
De las distintas aproximaciones al estudio de las diferencias culturales y repercusiones en el comportamiento organizacional, quizá sean los trabajos de Geert Hofstede (1980) los que mayor repercusión han tenido, incluso en la actualidad. Este autor construyó su modelo a partir de una macro-encuesta realizada a 116.000 trabajadores en delegaciones de 64 países distintos de la empresa multinacional IBM. Tras el análisis de los datos, el autor propuso que existían valores compartidos en todos ellos aunque con diferencias en los rangos de cada uno de ellos según países...
Estos valores fueron agrupados inicialmente por el autor en cinco grandes dimensiones: 
a) Individualismo-colectivismo, es el grado en que la cultura enfatiza la independencia y necesidades individuales frente al colectivismo que enfatiza la satisfacción de necesidades grupales. 
b) Distancia de poder, es el grado en que la cultura y sus integrantes aceptan una mayor o menor distancia y diferenciación entre las personas que tienen el poder y el resto. 
c) Masculinidad-feminidad, es el grado en que una cultura enfatiza la asertividad, la independencia y la dominación (masculinidad) o el cuidado y el apoyo a otros (feminidad).
d) Evitación de la incertidumbre, es el grado en el que la cultura organizacional tolera la desviación de normas y valores establecidos.
Sin embargo, el modelo de Hofstede ha sido criticado por su parcialidad al utilizar para la construcción del modelo los datos recogidos entre trabajadores de IBM, lo cual no puede ser tomado como una representación de la totalidad de las muestras nacionales. Además, la agrupación hecha por algunos autores en grandes categorías enmascara las diferencias que existen entre países.
e) Enfoque u orientación temporal; el grado en que la organización o sus miembros se orientan en el horizonte temporal; desde la más restringida (corto plazo) hasta la visión a largo plazo.
Por su función, la Administración Pública pone en contacto directo a la ciudadanía con el poder político, satisfaciendo los intereses públicos de forma inmediata, por contraste con los poderes legislativo y judicial, que lo hacen de forma mediata.
Se encuentra principalmente regulada por el poder ejecutivo y los organismos que están en contacto permanente con el mismo.1 Por excepción, algunas dependencias del poder legislativo integran la noción de "Administración Pública" (como las empresas estatales), a la vez que pueden existir juegos de "Administración General" en los otros cuatro poderes o en organismos estatales que pueden depender de alguno.
La noción alcanza a los maestros y demás trabajadores de la educación pública, así como a los profesionales de los centros estatales de salud, la policía, las fuerzas armadas, el servicio de parques nacionales y el servicio postal. Se discute, en cambio, si la integran los servicios públicos prestados por organizaciones privadas con habilitación del Estado. El concepto no alcanza a las entidades estatales que realizan la función legislativa ni la función judicial del Estado.

## Tipos
- Cultura fuerte. Todo el personal de la empresa se encuentra convencido de los valores y creencias de la organización; es compartida por todos sus miembros.
- Cultura débil. Hay poco convencimiento con los valores organizacionales y el control se ha de ejercer a través de exhaustivos procedimientos y consiguiente burocracia, es decir, los valores son impuestos.

Cuando la cultura existente se basa en el pensamiento grupal. Este concepto ha sido descrito fuertemente por Irving L. Janis como "... la manera de pensar fácil y rápida en un grupo muy cohesionado donde las personas están profundamente involucradas y se esfuerzan para que la unanimidad anule su motivación para informarse sobre alternativas reales de acción." Éste es un estado en el cual la gente, incluso si tiene opiniones distintas, no desafía al pensamiento organizacional, como consecuencia da pocas oportunidades al pensamiento innovador. Puede pasar por ejemplo cuando hay una fuerte confianza en una figura central y carismática, o cuando hay en la base de la identidad de grupo un clima de relaciones amistosas (evitando conflictos). De hecho el pensamiento grupal es de los grupos. Los miembros desafiantes son rechazados o vistos como una influencia negativa para el resto del grupo porque sus ideas entran en conflicto y alteran la cultura central. En estudios sobre cultura, ésta es vista como etnocéntrica[cita requerida] o culturocéntrica, pues se tiende a pensar que la cultura/subcultura propia es la mejor.
La definición más aceptada de Cultura Organizacional es la de Schein: “Cultura organizacional es el patrón de  premisas básicas que un determinado grupo inventó, descubrió  o desarrolló en el proceso de aprender a resolver sus problemas de adaptación externa y de integración interna y que funcionaron suficientemente bien a punto de ser consideradas válidas y, por ende, de ser enseñadas a nuevos miembros del grupo como la manera correcta de percibir, pensar y sentir en relación con estos problemas (Schein, 1984:56)
La cultura laboral se puede medir de forma manual en las organizaciones, o se pueden utilizar herramientas que faciliten y automaticen el proceso. En Latinoamérica se encuentran soluciones como Great Place to Work o Acsendo, herramientas que facilitan el proceso de captura de información y generación masiva de reportes.

## Funciones de la cultura organizacional
- Integra la sociedad
- Motiva o limita las prácticas de como la gerencia interna sobre el desarrollo de las políticas de una organización pública.[15][cita requerida] – Cultura administrativa -[16]
- Para competir en el mercado y para actuar consecuentemente.[17][cita requerida] – Cultura corporativa –
- Ofrecer a los clientes productos y servicios con valor agregado y de garantizar utilidades para la empresa.[18][cita requerida] – Cultura corporativa –
- Tiene como propósito el controlar y modelar a los empleados de una empresa.[19][cita requerida] – Cultura empresarial –
- Estructura la descripción mental, tanto en los ciudadanos cómo en los funcionarios públicos, de lo que es y ha de ser el “buen gobierno” y la “administración apropiada”.[20][cita requerida] – Cultura política –
- Los valores políticos de una sociedad contribuyen en el moldeamiento de sus organizaciones públicas.[21][cita requerida] – Cultura política –
- Los valores políticos de una sociedad contribuyen en la definición de los límites de la acción administrativa de las organizaciones públicas.[22][cita requerida] – Cultura política –
- Permite establecer criterios y reglas de acción para un mejor desempeño – de las organizaciones – en lo social[23][cita requerida] – Cultura social –
- Enfrentar problemas de adaptación externa e integración interna en las organizaciones.[24]
- Enseñar a los nuevos miembros – de la organización- el modo(s) correcto(s) de percibir, pensar y sentir… problemas relevantes a la organización.refn[cita requerida]
- Moldear a sus miembros y establecer los parámetros de conducta en la organización o al entrar en relación con esta.
- Definir límites, estableciendo distinciones entre una organización y otra.[25][cita requerida]
- Transmitir un sentido de identidad a los miembros de la organización.[26][cita requerida]
- Facilitar la traducción, articulación, identificación e interiorización de los objetivos generales, respecto a los objetivos compartimentales e individuales en la organización.[27][cita requerida]
- Tender a ser un silencioso sistema de control comportamental.[28][cita requerida]

De acuerdo a Stephen P. Robbins la cultura desempeña numerosas funciones dentro de la organización. Primero, tiene un papel de definición de fronteras; esto es, crea distinciones entre una organización y las demás. Segundo, transmite un sentido de identidad a los miembros de la organización. Tercero, la cultura facilita la generación de un compromiso con algo más grande que el interés personal de un individuo. Cuarto, incrementa la estabilidad del sistema social.